# 赤い博物館
『赤い博物館』（あかいはくぶつかん）は、大山誠一郎による推理小説。
2013年から2015年にかけて文藝春秋の雑誌『つんどく！』『オール讀物』に掲載された。2015年9月19日に単行本、2018年9月4日に文春文庫が発売された。『2016本格ミステリ・ベスト10』国内ランキング6位。『このミステリーがすごい!2016年版』国内編19位。『本格ミステリー・ワールド2016』黄金の本格ミステリー選出。
2022年1月4日には、続編となる『記憶の中の誘拐 赤い博物館』が文春文庫で発売された。
2016年からTBS系で松下由樹主演によりテレビドラマ化された。

## あらすじ
警視庁捜査一課の寺田聡は、捜査中に大失態を犯してしまい、警視庁付属犯罪資料館・通称「赤い博物館」に左遷される。犯罪資料館は、警視庁の管轄下で起きた事件の証拠品や捜査資料を保管する施設である。館員は聡と館長の緋色冴子のみ。緋色は雪女のごとく常に冷たい表情で、聡ともほとんど会話せず、いつも館長室にこもって捜査資料を読んでいた。聡は連日、朝から晩まで証拠品のラベル貼りをさせられる。
聡は清掃員の中川貴美子と守衛の大塚慶次郎から、緋色がキャリアの警視でありながら8年も犯罪資料館の館長を務めていることや、緋色の助手となる館員が次々と辞めていることを聞かされる。聡は、犯罪資料館は退職させたい人物が送り込まれる部署ではないかと疑う。
ある日、聡は緋色から、犯罪資料館で証拠品を預かることになった15年前の殺人事件の捜査資料に目を通すよう指示される。そして緋色は、この事件の再捜査を行うことを告げる。継続捜査班でも捜査が難航している事件の犯人を見つける最後の砦。それが、「赤い博物館」の緋色冴子だった。

## 書誌情報・収録作品
赤い博物館
- 単行本：2015年9月19日発売、文藝春秋、ISBN 978-4-163-90334-7
- 文庫本：2018年9月4日発売、文春文庫、ISBN 978-4-16-791137-9

| タイトル             | 初出                                    |
| -------------------- | --------------------------------------- |
| パンの身代金         | 『つんどく！』vol.1、「赤い博物館」改題 |
| 復讐日記             | 『つんどく！』vol.2                     |
| 死が共犯者を別つまで | 『つんどく！』vol.4                     |
| 炎                   | 『オール讀物』2015年4月号               |
| 死に至る問い         | 書き下ろし                              |
記憶の中の誘拐 赤い博物館
- 文庫本：2022年1月4日発売、文春文庫、ISBN 978-4-16-791813-2

| タイトル       | 初出                         |
| -------------- | ---------------------------- |
| 夕暮れの屋上で | 『別冊文藝春秋』2016年9月号  |
| 連火           | 『オール讀物』2021年7月号    |
| 死を十で割る   | 『別冊文藝春秋』2017年3月号  |
| 孤独な容疑者   | 『オール讀物』2020年7月号    |
| 記憶の中の誘拐 | 『別冊文藝春秋』2017年11月号 |

## テレビドラマ
『犯罪資料館 緋色冴子シリーズ『赤い博物館』』（はんざいしりょうかん ひいろさえこシリーズ あかいはくぶつかん）のタイトルで、2016年から2017年までTBS系「月曜名作劇場」で放送されたシリーズ。全2回。主演は松下由樹。

### キャスト

#### 警視庁付属犯罪資料館（別名・赤い博物館）
緋色冴子
演 - 松下由樹（中学生：西本まりん）
赤い博物館 館長。階級は警視。1971年9月20日生まれ。
1985年、14歳の誕生日に母・洋子の遺体の第一発見者となる。遺体を発見する直前、一緒に下校していた友人・鈴木奏が口ずさんでいた「恋におちて -Fall in love-」が忘れられない曲となり、今でもカラオケではこの曲ばかりを歌う。
現在も洋子が殺された自宅に一人で住んでいる。
寺田聡
演 - 山崎裕太（幼少期：盛永晶月）
経歴：警視庁捜査一課第3強行犯係（第1作）
→ 警視庁付属犯罪資料館（第1作 - ）
階級は巡査部長。1981年8月3日生まれ。現場に置き忘れた捜査資料をネットで拡散され、警視庁捜査一課第3強行犯係から「赤い博物館」に異動。刑事としては記憶力も洞察力も優れている。
1986年7月11日、幼稚園のお泊まり会の日に両親と叔母が自宅で青酸カリで毒殺された上、家に放火される（八王子市青酸カリ毒殺放火事件）。
大塚啓次郎
演 - 竜雷太
赤い博物館 守衛兼雑用係。冴子とは博物館ができた頃からの付き合いのため、わずかな表情の違いを読み取ることができる。

#### 警視庁
今尾正行
演 - 津田寛治
警視庁捜査一課第3強行犯係 係長。寺田の元上司。

#### “赤い博物館”スタッフの親族
遠藤晶子
演 - 重盛さと美（第1作）
寺田聡の叔母。朋子の妹。八王子市青酸カリ毒殺放火事件の被害者。
寺田章夫
演 - 鷲尾昇（第1作）
寺田聡の父。八王子市青酸カリ毒殺放火事件の被害者。
寺田朋子
演 - 星野真里（第1作）
寺田聡の母。章夫の妻。八王子市青酸カリ毒殺放火事件の被害者。
緋色洋子
演 - 田浦リオ（第1作）
緋色冴子の母。賢二の妻。1985年9月20日死亡。
緋色賢二
演 - 長谷川初範
緋色冴子の父。衆議院議員、元警察官僚。妻が死亡した事件を自殺として処理するよう圧力をかけた。

#### その他
マスター
演 - 出口高司
スナックのマスター。

#### ゲスト
第1作（2016年）
- 友部義男（政義の甥・健康器具会社社長） - 宮川一朗太
- 田村久美（杉山不動産 受付） - 保田圭
- 野口朝子（友部政義宅の元家政婦・1991年9月19日「国分寺資産家強盗殺人事件」第一発見者） - 茅島成美
- 杉山慶介（崇の弟・杉山不動産 社長） - 飯田基祐
- 中川春恵（千秋の妹・針ヶ谷保育園 保育士） - 魏涼子
- 友部政義（元資産家・「国分寺資産家強盗殺人事件」被害者） - 野添義弘
- 陶芸教室の先生 - 正木佐和
- 杉山崇（杉山不動産 前社長・1991年9月12日「北区赤羽不動産会社社長殺人事件」被害者） - 岡田貴寛
- 鈴木奏（中学時代の緋色冴子の友達） - 柴田花恋
- 斉藤千秋（斉藤明彦の妻・1991年9月26日「世田谷区主婦突き落とし殺人事件」被害者） - 大塚加奈子
- 友部真紀子（義男の妻） - 藤田朋子

第2作（2017年）
- 藤野純子（東邦新聞 社会部 記者・本名は「片岡純子」だが旧姓を名乗っている） - 矢田亜希子（幼少期：志村美空 / 中学生：長澤樹）
- 兵藤英輔（警視庁警務部 首席監察官・警視正・緋色冴子の警察学校の同期） - 皆川猿時
- 磯村宏司（緋色賢二の私設秘書） - 田中幸太朗
- 磯村綾香（宏司の妹・亮の恋人・亮からDVを受けている） - 永尾まりや
- 秋田恭平（東邦新聞 社会部 記者・純子の後輩） - 松田悟志
- 香坂伸也（警視庁捜査一課 刑事・寺田聡の元同僚） - 増田修一朗
- 純子の父 - 川瀬陽太
- 福田富男（1991年6月17日「多摩川河川敷内高架橋付近殺人並びに死体遺棄事件」被害者） - 山西竜矢
- 渡辺亮（法智大学 大学院生） - 石黒光
- 山崎杜夫（警視庁捜査一課長・26年前 黒づくめの男の目撃者） - 杉本哲太
- 純子の母 - 森井陽子
- 広報課員 - 橋野純平
- 記者 - 古谷佳也
- レポーター - 小早川真由
- 黒づくめの男 - 飯野泰功
- 片岡健人（純子の息子・青葉のぞみ保育園 園児） - 岡本士門
- 渡辺周作（亮の父・緋色賢二の後援会会長） - 渡辺哲

### 用語
※ストーリー内にたびたび登場する施設・会社・組織・部署・事件名などを記す。
警視庁付属犯罪資料館（別名・赤い博物館）
「赤い博物館」は時効が成立した犯罪の捜査資料や証拠品を保管する施設。スコットランドヤードの犯罪資料館、通称「ブラック・ミュージアム」を参考にしつつ、対抗して赤を基調とした建物となった。
八王子市青酸カリ毒殺放火事件
1986年7月11日午後8時頃（30年前）、寺田家にいた主人・章夫と妻・朋子と妻の妹・晶子が青酸カリで毒殺され、その後自宅を放火される。容疑者は晶子に付きまとっていたストーカー。しかし足取りがつかめず、容疑者不明のまま時効を迎える。息子・聡は幼稚園に預けられていて難を逃れた（第1作）。

### スタッフ
- 原作 - 大山誠一郎『赤い博物館』(文藝春秋刊)
- 脚本 - 大久保ともみ、金谷祐子
- 演出 - 河原瑶、金子与志一
- 編成 - 橋本孝
- プロデューサー - 渋谷未来、井上季子
- 製作 - TBS、テレパック

### 放送日程
- 第2作は当初2017年6月19日『月曜名作劇場』枠にて放送予定であったが、同枠で野際陽子死去に伴う追悼企画として『弁護士二重丸承子』（『月曜ミステリー劇場』2005年11月14日放送分の再放送）へラインナップ変更することとなったため、放送延期。

| 話数 | 放送日        | サブタイトル | 原作                                                    | 脚本         | 演出       |
| ---- | ------------- | --- | ------------------------------------------------------- | ------------ | ---------- |
| 1    | 2016年8月29日 | 25年前、交換殺人をした…事故死した男の衝撃の告白！ 予測不能なトリックの連続に、女館長が証拠品の徹底分析で立ち向かう！ | 「死が共犯者を別つまで」、「炎」 （『赤い博物館』所収） | 大久保ともみ | 河原瑶     |
| 2    | 2017年7月10日 | 26年前に起きた未解決事件にそっくりな殺人事件が勃発。 同一人物の犯行かもしくは模倣犯か?!                              | 「死に至る問い」 （『赤い博物館』所収）                 | 金谷祐子     | 金子与志一 |